# Evropská agentura pro bezpečnost sítí a informací
Evropská agentura pro bezpečnost sítí a informací (anglicky European Network and Information Security Agency, zkráceně ENISA) je jedna z agentur Evropské unie. Byla zřízena v roce 2004 nařízením č. 460/2004. Funguje od 1. září 2005 a sídlí v Řecku ve městě Hérakleion na ostrově Kréta.
Úkolem agentury je zlepšovat informační bezpečnost v rámci Evropské unie.